# Callimedusa
Az Callimedusa a kétéltűek (Amphibia) osztályába a békák (Anura) rendjébe és a Phyllomedusidae családjába tartozó nem.

## Elterjedésük
A nembe tartozó fajpok az Amazonas-medencében honosak.

## Rendszerezés
A nembe az alábbi fajok tartoznak.
- Callimedusa atelopoides (Duellman, Cadle, and Cannatella, 1988)
- Callimedusa baltea (Duellman and Toft, 1979)
- Callimedusa duellmani (Cannatella, 1982)
- Callimedusa ecuatoriana (Cannatella, 1982)
- Callimedusa perinesos (Duellman, 1973)
- Callimedusa tomopterna (Cope, 1868)